# Mołodiożnyj (Kraj Zabajkalski)
Mołodiożnyj (ros. Молодёжный) – osiedle w Rosji, w Kraju Zabajkalskim, w rejonie priarguńskim. W 2010 liczyło 1361 mieszkańców.